# Ostedes andamanica
Ostedes andamanica är en skalbaggsart som beskrevs av Stefan von Breuning 1958. Ostedes andamanica ingår i släktet Ostedes och familjen långhorningar. Inga underarter finns listade i Catalogue of Life.